# Ashley Rickards
Ashley Nicole Rickards (Sarasota, 4 maggio 1992) è un'attrice statunitense.
Ashley Rickards è diventata famosa con il ruolo di Samantha "Sam" Walker nella serie TV statunitense One Tree Hill. Inoltre è apparsa in diverse serie tv come Zoey 101, CSI: NY, Ugly Betty ed American Horror Story.
Ha preso parte anche ad alcuni videoclip musicali: She Doesn't Get It dei The Format e How to Save a Life dei The Fray.
Dal 2011 al 2016 ha interpretato Jenna Hamilton, la protagonista della sitcom di MTV Diario di una nerd superstar.

## Biografia
Si è diplomata al liceo all'età di 15 anni ed è attualmente membro del Mensa, avendo un quoziente intellettivo superiore a 148.  Ha preso parte a vari film e show televisivi, in particolare Fly Away, in cui interpretava Mandy, una ragazza autistica.  È anche la protagonista Jenna Hamilton nel programma di MTV Diario di una nerd superstar. La Rickards scrive poesie, sceneggiature e racconti brevi e dipinge nel suo tempo libero. Fa parte del consiglio di amministrazione per il progetto Futures Somaly Mam Foundation, che si occupa di prevenire e porre fine al traffico di esseri umani e alla schiavitù sessuale nel sud est asiatico e nel resto del mondo.
Ashley parla correntemente il Polacco.

## Filmografia

### Cinema
- Gamer, regia di Mark Neveldine (2009)
- Fly Away, regia di Janet Grillo (2011)
- Struck by Lightning, regia di Brian Dannelly (2012)
- Oltre il male (At the Devil's Door), regia di Nicholas McCarthy (2014)
- Ghost Movie 2 - Questa volta è guerra (A Haunted House 2), regia di Michael Tiddes (2014)
- Comportamenti molto... cattivi! (Behaving Badly), regia di Tim Garrick (2014)
- Le reiette (The Outcasts), regia di Peter Hutchings (2017)
- Tra le pagine della pazzia (The Danger of Positive Thinking), regia di Sam Irvin (2018)
- Smiley Face Killers, regia di Tim Hunter (2020)

### Televisione
- Tutti odiano Chris (Everybody Hates Chris) – serie TV, episodio 2x09 (2006)
- CSI: NY – serie TV, episodio 3x18 (2007)
- Zoey 101 – serie TV, episodio 3x14 (2007)
- Ugly Betty – serie TV, episodi 2x04-2x05 (2007)
- Entourage – serie TV, episodio 5x03 (2008)
- One Tree Hill – serie TV, 19 episodi (2008-2009)
- Outlaw – serie TV, episodio 1x05 (2010)
- American Horror Story – serie TV, episodi 1x05-1x06 (2011)
- Diario di una nerd superstar (Awkward) – serie TV, 89 episodi (2011-2016)
- The Flash – serie TV, 6 episodi (2016-2022)
- Dimension 404 – serie TV, episodio 1x03 (2017)

### Doppiatrice
- Robot Chicken – serie animata (2015)

## Attività di scrittrice
Nel marzo 2015 viene pubblicato il suo primo libro intitolato Da nerd a Superstar, pensato per dare consigli alle ragazze.

## Premi e candidature
- 2011 - Arizona International Film Festival
  - Vinto - Special Jury Prize per Fly Away.
- 2012 - Critics' Choice Television Awards
  - Nomination - Best Actress in a Comedy Series per Diario di una nerd superstar.
- 2012 - Teen Choice Awards
  - Nomination - Summer TV Star: Female per Diario di una nerd superstar.

## Doppiatrici italiane
- Letizia Ciampa in One Tree Hill
- Martina Felli in Diario di una nerd superstar
- Veronica Puccio in American Horror Story, Ghost Movie 2 - Questa volta è guerra
- Connie Bismuto in Comportamenti molto... cattivi!
- Valentina Stredini in The Flash
- Anita Fierro-Perez in Le reiette